# Liste der Mitglieder der Badischen Ständeversammlung 1859 bis 1860
Diese Liste umfasst die Mitglieder der Ständeversammlung des Großherzogtums Baden für die Sessionen des 19. ordentlichen Landtags. Die Eröffnung fand am 22. November 1859 statt. Die Schlusssitzung fiel auf den 30. August 1860. Insgesamt fanden 24 Sitzungen der Ersten Kammer und 68 Sitzungen der Zweiten Kammer statt.

## Präsidium der Ersten Kammer
Präsident: Prinz Wilhelm von Baden

Vizepräsident: Anton von Stabel, später für diesen nachgerückt: Freiherr Karl von Göler

2. Vizepräsident: Freiherr Karl von Göler, der Ältere, später für diesen nachgerückt: Freiherr Franz von Kettner

## Mitglieder der Ersten Kammer

### Prinzen des Hauses Baden
- Prinz Wilhelm von Baden
- Prinz Karl von Baden (war nie anwesend)
- Markgraf Maximilian von Baden

### Standesherren
- Fürst Karl Egon zu Fürstenberg
- Fürst Ernst zu Leiningen (war nie anwesend)
- Fürst Erwein von der Leyen (war nie anwesend)
- Fürst Adolf zu Löwenstein-Wertheim-Freudenberg (war nie anwesend)
- Fürst Karl zu Löwenstein-Wertheim-Rosenberg
- Graf Karl Theodor zu Leiningen-Billigheim
- Graf August Clemens zu Leiningen-Neudenau (war nie anwesend)

### Vertreter des erblichen Landstands
- Graf Ludwig Wilhelm August von Langenstein und Gondelsheim (war nie anwesend)

### Vertreter der katholischen Kirche
- Hermann von Vicari,[1] Erzbischof von Freiburg (war nie anwesend)

### Vertreter der evangelischen Landeskirche
- Carl Christian Ullmann,[1] Prälat der Evangelischen Landeskirche

### Vertreter des grundherrlichen Adels

#### Oberhalb der Murg
- Freiherr Franz von Falkenstein
- Freiherr Ignaz von Rotberg, Forstmeister
- Freiherr Roderich von Stotzingen
- Freiherr Hans von Türckheim, Legationsrat

#### Unterhalb der Murg
- Freiherr Karl von Gemmingen-Treschklingen
- Freiherr Karl von Göler, der Ältere
- Freiherr Franz von Kettner, Oberschlosshauptmann
- Freiherr Adolf Rüdt von Collenberg-Bödigheim

### Vertreter der Landesuniversitäten
- Robert von Mohl,[1] Geheimer Hofrat, Vertreter der Universität Heidelberg
- Adolf Schmidt,[1] Hofrat, Vertreter der Universität Freiburg

### Vom Großherzog ernannte Mitglieder
- Anton von Stabel,[1] Geheimrat, später für diesen nachgerückt: Freiherr Ernst von Reizenstein
- Christoph Franz Trefurt, Staatsrat
- Philipp von Faber, Generalmajor
- Gustav Kuntz, Generalmajor
- Johann Nepomuk Fromherz, Regierungsdirektor
- Graf Rudolf von Hennin, Stadtdirektor; 1860 für diesen nachgerückt: August Dennig, Fabrikinhaber
- Friedrich Lauer, Fabrikant
- Karl von Chrismar

## Präsidium der Zweiten Kammer
Präsident: Karl Junghanns

1. Vizepräsident: Friedrich Theodor Schaaf

2. Vizepräsident: Bernhard August Prestinari

## Die gewählten Abgeordneten der Zweiten Kammer

### Stadtwahlbezirke
| Wahlbezirk | Bezeichnung des Wahlbezirks     | Name des Abgeordneten                                            |
| ---------- | ------------------------------- | ---------------------------------------------------------------- |
| S1         | Wahlbezirk der Stadt Überlingen | Adolf Schmalholz                                                 |
| S2         | Wahlbezirk der Stadt Konstanz   | Karl Steiner                                                     |
| S3         | Wahlbezirk der Stadt Freiburg   | Josef Frick                                                      |
| S3         | Wahlbezirk der Stadt Freiburg   | Franz Hägelin                                                    |
| S4         | Wahlbezirk der Stadt Lahr       | Gustav Adolf Fingado                                             |
| S4         | Wahlbezirk der Stadt Lahr       | Friedrich Wilhelm Wagner                                         |
| S5         | Wahlbezirk der Stadt Offenburg  | Josef Karl Burger                                                |
| S6         | Wahlbezirk der Stadt Rastatt    | Matthäus Josef De Haan                                           |
| S7         | Wahlbezirk der Stadt Baden      | Franz Anton Küßwieder                                            |
| S8         | Wahlbezirk der Stadt Karlsruhe  | Rudolf Dietz                                                     |
| S8         | Wahlbezirk der Stadt Karlsruhe  | Jakob Stüber                                                     |
| S8         | Wahlbezirk der Stadt Karlsruhe  | Albert Knittel                                                   |
| S9         | Wahlbezirk der Stadt Durlach    | Karl Wahrer                                                      |
| S10        | Wahlbezirk der Stadt Pforzheim  | Friedrich Wilhelm Lenz                                           |
| S10        | Wahlbezirk der Stadt Pforzheim  | Friedrich Bissing (Mandat 1860 niedergelegt, gefolgt von Häußer) |
| S10        | Wahlbezirk der Stadt Pforzheim  | Ludwig Häußer (1860 Nachfolger von Bissing)                      |
| S11        | Wahlbezirk der Stadt Bruchsal   | Bernhard August Prestinari                                       |
| S12        | Wahlbezirk der Stadt Mannheim   | Philipp Artaria                                                  |
| S12        | Wahlbezirk der Stadt Mannheim   | Ludwig Achenbach                                                 |
| S12        | Wahlbezirk der Stadt Mannheim   | Franz Heußer                                                     |
| S13        | Wahlbezirk der Stadt Heidelberg | Heinrich Krausmann                                               |
| S13        | Wahlbezirk der Stadt Heidelberg | Josef Kraus                                                      |
| S14        | Wahlbezirk der Stadt Wertheim   | Jakob von Runkel                                                 |

### Ämterwahlbezirke
| Wahlbezirk | Bezeichnung des Wahlbezirks                                                              | Name des Abgeordneten                                      |
| ---------- | ---------------------------------------------------------------------------------------- | ---------------------------------------------------------- |
| A1         | Wahlbezirk der Ämter Meersburg, Salem, Pfullendorf und Überlingen                        | Johann Benedikt Fischler                                   |
| A2         | Wahlbezirk der Ämter Radolfzell, Blumenfeld und Konstanz                                 | Franz Michael Faller                                       |
| A3         | Wahlbezirk der Ämter Stockach, Meßkirch und Engen                                        | Walter Schwarzmann                                         |
| A4         | Wahlbezirk der Ämter Blumberg, Stühlingen, Bonndorf, Löffingen und Neustadt              | Joseph Alois Bär                                           |
| A5         | Wahlbezirk der Ämter Villingen und Hüfingen                                              | Ludwig Kirsner                                             |
| A6         | Wahlbezirk der Ämter Tiengen, Jestetten, St. Blasien und Waldshut                        | Franz Rutschmann                                           |
| A7         | Wahlbezirk der Ämter Säckingen, Laufenburg und Schönau                                   | Fridolin Lauber                                            |
| A8         | Wahlbezirk der Ämter Schopfheim und Kandern                                              | Georg Seufert                                              |
| A9         | Wahlbezirk des Amtes Lörrach                                                             | August Lamey                                               |
| A10        | Wahlbezirk des Amtes Müllheim                                                            | Nicolaus Blankenhorn-Krafft                                |
| A11        | Wahlbezirk der Ämter Staufen und Heitersheim                                             | Franz Josef Federer                                        |
| A12        | Wahlbezirk des Amtes Altbreisach mit zum Stadtamt Freiburg zugehörigen Landorten         | Marquard Huber von Gleichenstein                           |
| A13        | Wahlbezirk des Landamtes Freiburg (I) und des Amtes St. Peter                            | Alois Mayer (Mandat 1860 niedergelegt, gefolgt von Fauler) |
| A13        | Wahlbezirk des Landamtes Freiburg (I) und des Amtes St. Peter                            | Eduard Fauler (1860 Nachfolger von Mayer)                  |
| A14        | Wahlbezirk des Landamtes Freiburg (II) und der Ämter Waldkirch und Elzach                | Karl August Kapferer                                       |
| A15        | Wahlbezirk des Amtes Emmendingen                                                         | Christian Bär                                              |
| A16        | Wahlbezirk der Ämter Endingen und Kenzingen                                              | Anton Sieb                                                 |
| A17        | Wahlbezirk der Ämter Triberg, Hornberg, Wolfach und Haslach                              | Otto Dahmen                                                |
| A18        | Wahlbezirk des Amtes Ettenheim                                                           | Franz Gschrey                                              |
| A19        | Wahlbezirk des Amtes Lahr                                                                | Wilhelm Bausch                                             |
| A20        | Wahlbezirk des Amtes Offenburg mit Teilen des Amtes Appenweier                           | Franz Karl Roßhirt                                         |
| A21        | Wahlbezirk der Ämter Gengenbach und Oberkirch mit Teilen des Amtes Appenweier            | Karl Kimmig                                                |
| A22        | Wahlbezirk der Ämter Rheinbischofsheim und Kork                                          | Benjamin Hauß                                              |
| A23        | Wahlbezirk der Ämter Achern und Bühl                                                     | Josef Weber                                                |
| A24        | Wahlbezirk der Ämter Ettlingen und Rastatt                                               | Jakob Ullrich                                              |
| A25        | Wahlbezirk der Ämter Baden, Gernsbach und Steinbach                                      | Michael Kamm                                               |
| A26        | Wahlbezirk des Landamtes Karlsruhe mit Teilen des Landamtes Bruchsal                     | Karl Friedrich Freiherr Stockhorner von Starein            |
| A27        | Wahlbezirk der Ämter Durlach und Stein                                                   | Karl Friderich                                             |
| A28        | Wahlbezirk des Amtes Pforzheim                                                           | Karl Gottlieb Gottschalk                                   |
| A29        | Wahlbezirk des Amtes Bruchsal mit Teilen des Amtes Eppingen                              | Georg Martin Hildebrandt                                   |
| A30        | Wahlbezirk des Amtes Bretten mit Teilen des Amtes Eppingen                               | Louis Paravicini                                           |
| A31        | Wahlbezirk der Ämter Philippsburg und Schwetzingen                                       | Heinrich Christian Heintze                                 |
| A32        | Wahlbezirk der Ämter Wiesloch und Neckargmünd                                            | Karl Junghanns                                             |
| A33        | Wahlbezirk des Amtes Sinsheim mit Teilen des Amtes Eppingen                              | Heinrich Friedrich Muth                                    |
| A34        | Wahlbezirk des Amtes Heidelberg                                                          | Philipp Allmang                                            |
| A35        | Wahlbezirk der Ämter Ladenburg und Weinheim                                              | Johann Peter Ferdinand Mays                                |
| A36        | Wahlbezirk des Amtes Neckarbischofsheim mit Teilen des Amtes Mosbach (links des Neckars) | August Karl Fröhlich                                       |
| A37        | Wahlbezirk des Amtes Eberbach mit Teilen des Amtes Mosbach (rechts des Neckars)          | Friedrich Theodor Schaaf                                   |
| A38        | Wahlbezirk der Ämter Buchen und Osterburken                                              | Johann Georg Spohn                                         |
| A39        | Wahlbezirk des Amtes Boxberg                                                             | Franz Anton Regenauer                                      |
| A40        | Wahlbezirk der Ämter Tauberbischofsheim und Gerlachsheim                                 | Franz Michael Steinam                                      |
| A41        | Wahlbezirk der Ämter Wertheim und Walldürn                                               | Anton Walli                                                |

## Belege und Anmerkungen
1. 1 2 3 4 5 6 7 8 9 10 11 12  Dieser Mandatsträger ist in den amtlich veröffentlichten Abgeordnetenlisten als promovierter Akademiker ausgewiesen, d. h. dort üblicherweise mit einem vor dem Namen stehenden Doktor-Grad verzeichnet
2. 1 2  Bis 1931 hieß die Stadt Baden-Baden nur Baden.
3. ↑  Dieser Mandatsträger ist in den amtlich veröffentlichten Abgeordnetenlisten als Hochschullehrer ausgewiesen, d. h. dort üblicherweise mit einem vor dem Namen stehenden Professoren-Titel verzeichnet